# 田间
田间（?—?），原田齐公族，秦末民變時的六國群雄之一，田角的弟弟。
秦二世二年（前208年）六月，秦將章邯於臨濟擊殺齐王田儋，齊人乃立田假為王，田角为相國，田间为將軍。
田儋的从弟田榮逃到东阿，章邯追围。项梁听说田荣危急，率兵在东阿下击破章邯军。田荣归临淄，驅逐田假，田假逃亡楚国，田间之前向赵国求救，留在赵国不敢回来。田榮立田儋的儿子田巿为齐王，要求楚国杀掉田假、赵国杀掉田间。但楚国、赵国都不理會。所以田荣跟楚國與趙國結怨，后来章邯围攻赵国，田荣没去救援，也没有随项羽入关中。